# Адомайтис, Валентин Владимирович
Валентин Владимирович Адомайтис (укр. Валентин Володимирович Адомайтіс; род. 23 февраля 1953, Киев) — украинский дипломат. Чрезвычайный и Полномочный посол Украины в Индии, Бангладеш, Непале, Шри-Ланке, Австралии, Новой Зеландии.

## Биография
Родился 23 февраля 1953 года в Киеве.

### Образование
В 1978 году окончил с отличием Киевский государственный университет им. Т. Г. Шевченко, факультет романо-германской филологии. 
1992 — переговорный курс «преодоление конфликтов», организованный под эгидой Министерства иностранных дел Германии (г. Бонн, Федеративная Республика Германия);
1995 — курс «усовершенствование международного руководящего состава» в Центральном институте подготовки госслужащих (г. Сеул, Республика Корея);
1997 — курс «Управление оборонными Ресурсами» в Институте управления оборонными Ресурсами военно-морской аспирантской школы (г. Монтерей, Калифорния, США);
1998 — специальный курс усовершенствования руководящего состава для представителей МИД из стран СНГ при МИД Японии (г. Токио, Япония).

## Дипломатическая работа
С 1974 по 1977 год — переводчик киевского объединения Госкомитета СССР по вопросам иностранного туризма.
С 1979 по 1981 год — старший инструктор отдела проведения международных спортивных мероприятий и приёма иностранных делегаций Комитета по физической культуре и спорту УССР.
С 1981 по 1985 год — переводчик, инженер коммерческо-юридического отдела «Советской монтажной организации» в г. Аджаокута, Нигерия.
С 1985 по 1992 год — референт, старший референт, специалист, заместитель заведующего Отделом стран Азии, Африки и Латинской Америки украинского общества дружбы и культурной связи с зарубежными странами.
С 1992 по 1993 год — 1-й секретарь, советник, и. о. заведующий Отделом стран Азии и Тихоокеанского региона первого территориального управления МИД Украины.
С 1993 по 1994 год — советник Посольства Украины в Индии.
С 1994 по 1998 год — заместитель заведующего отделом, заведующий отделом, заместитель начальника Управления стран АТР, ближнего и Среднего Востока и Африки МИД Украины.
С 2 июля 1998 по 1 августа 2000 года — Чрезвычайный и Полномочный Посол Украины в Индии.
С 20 октября 1998 по 1 августа 2000 года — Чрезвычайный и Полномочный Посол Украины в Бангладеш по совместительству.
С 20 октября 1998 по 1 августа 2000 года — Чрезвычайный и Полномочный Посол Украины в Непале по совместительству.
С 23 февраля 1999 по 1 августа 2000 года — Чрезвычайный и Полномочный Посол Украины в Шри-Ланке по совместительству.
С 19 июля 2005 по 7 марта 2007 года — директор Первого территориального департамента Министерства иностранных дел Украины.
С 7 марта 2007 по 30 мая 2011 года — Чрезвычайный и Полномочный Посол Украины в Австралии.
С 28 июля 2007 по 30 мая 2011 года — Чрезвычайный и Полномочный Посол Украины в Новой Зеландии по совместительству.
21 — 25 июня 2010 года — Глава делегации на пленарном заседании Группы ядерных поставщиков (г. Крайстчерч, Новая Зеландия, Указ Президента от 18.06.2010 № 705/2010)
С октября 2015 года — Президент, почётный Президент, общественная организация «Общество Украина — Индия» («Ukraine — India Association»).
Имеет дипломатический ранг Чрезвычайного и полномочного Посланника первого класса (Указ Президента Украины № 1831/2005 от 23 декабря 2005 года).

## Автор работ
Адомайтис В. В. «Деятельность общественных организаций в развитии дружеских отношений между Украиной и Индией»//Украина Индия: 15 лет дружбы. - К. -2006.